# Lycorina scitula
Lycorina scitula là một loài tò vò trong họ Ichneumonidae.